# Salón de la Rue des Moulins
Salón de la Rue des Moulins es un cuadro del pintor francés Henri de Toulouse-Lautrec. Está realizado al óleo sobre lienzo. Mide 111,5 cm de alto y 132,5 cm de ancho. Fue pintado hacia 1894, encontrándose actualmente en el Museo Toulouse-Lautrec, Albi, Francia. También es conocido como En el salón de la rue des Moulins y En el salón del burdel de la rue des Moulins.

Estudio a pastel para este cuadro

Toulouse-Lautrec frecuentaba los prostíbulos, como este situado en la calle des Moulins de París. Acudía como cliente, pero también como testigo, en compañía de su primo, el doctor Tapié de Celeyran. A veces llegaba a pasar semanas enteras en uno de ellos, pintando y bosquejando la vida cotidiana de las prostitutas. Es uno de sus temas favoritos que, como las bailarinas, las actrices o los cantantes, acaba siendo una representación de la vida nocturna del París de finales del siglo XIX.
Toulouse-Lautrec realizó varios bocetos antes de ejecutar la pintura definitiva. En este óleo representa el decadente interior de un burdel de lujo. Se ve a varias prostitutas esperando a los clientes en los divanes de terciopelo rojo. La figura con el moño en alto y vestido rosa de cuello alto, que contrasta con el ligero ropaje de las demás mujeres, es la «gobernanta» o la «madame», quien dirige a las prostitutas una mirada evaluadora, pero casi compasiva; se encuentra en una posición tensa y parece preocupada.
Junto a ella se encuentra Mireille, la preferida del pintor, con un vestido  azul y zapatos de tacón, sentada relajada. Toulouse-Lautrec representa con más simpatía a las prostitutas que a los clientes y proxenetas.
El cuadro está dominado por el color. La composición está descentrada, dejando amplios espacios vacíos. Esto, unido a una abertura al fondo por la que entra la luz, consigue darle sensación de profundidad al cuadro. La luz entra sobre los escotes de las prostitutas, mientras que las caras quedan en sombra.

## Las apropiaciones de Braun-Vega
El pintor peruano Herman Braun-Vega se apropió del Salón de la rue des Moulins en dos de sus cuadros de la serie Tek-nik, en homenaje a Toulouse-Lautrec.
En el panel central del tríptico Tek-nik Me-tek, pone en escena los personajes del Salón junto a sus propios desnudos mestizos, completando así su evocación de la influencia de Oriente sobre Toulouse-Lautrec, en el marco de su temática del sincretismo y del mestizaje. En Tek-nik du Cheik, retoma también el Salón de la rue des Moulins, pero esta vez con Toulouse-Lautrec en primer plano, encaramado a un taburete, esbozando la escena de su propio cuadro. 
Además de la serie Tek-Nik, se encuentra todavía una versión recortada de este cuadro que decora la habitación del Olympia de Manet en La chambre rouge au Parc de Sceaux.